# Accelerator Coaster

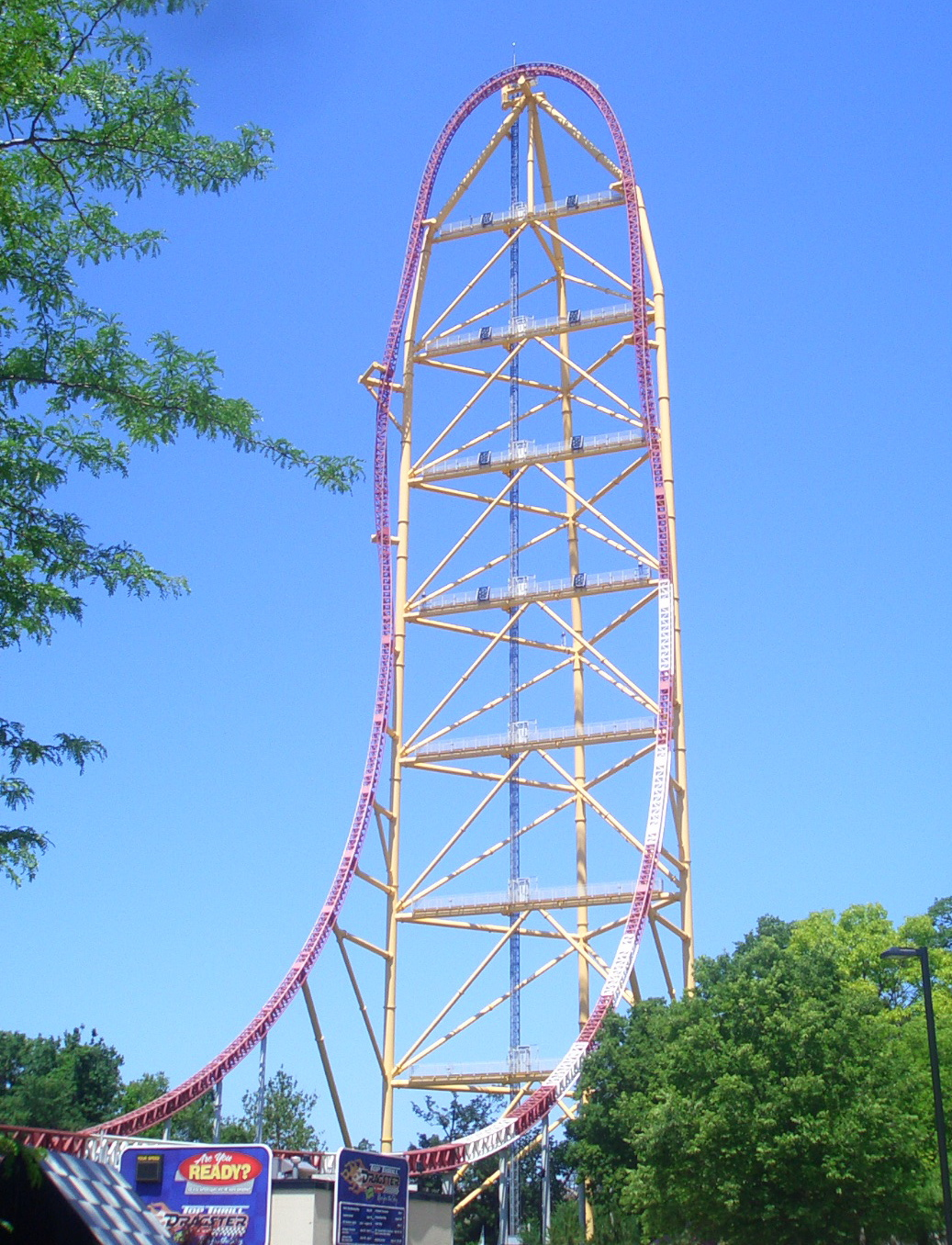
Top-Hat-Tower von Top Thrill Dragster

Ein Accelerator Coaster ist ein Achterbahnmodell des Herstellers Intamin. Es handelt sich um einen Launched Coaster, bei dem kein Lifthügel zum Einsatz kommt, sondern die Züge mit einer hydraulischen Beschleunigungsvorrichtung annähernd horizontal auf Betriebsgeschwindigkeit gebracht werden.

## Merkmale

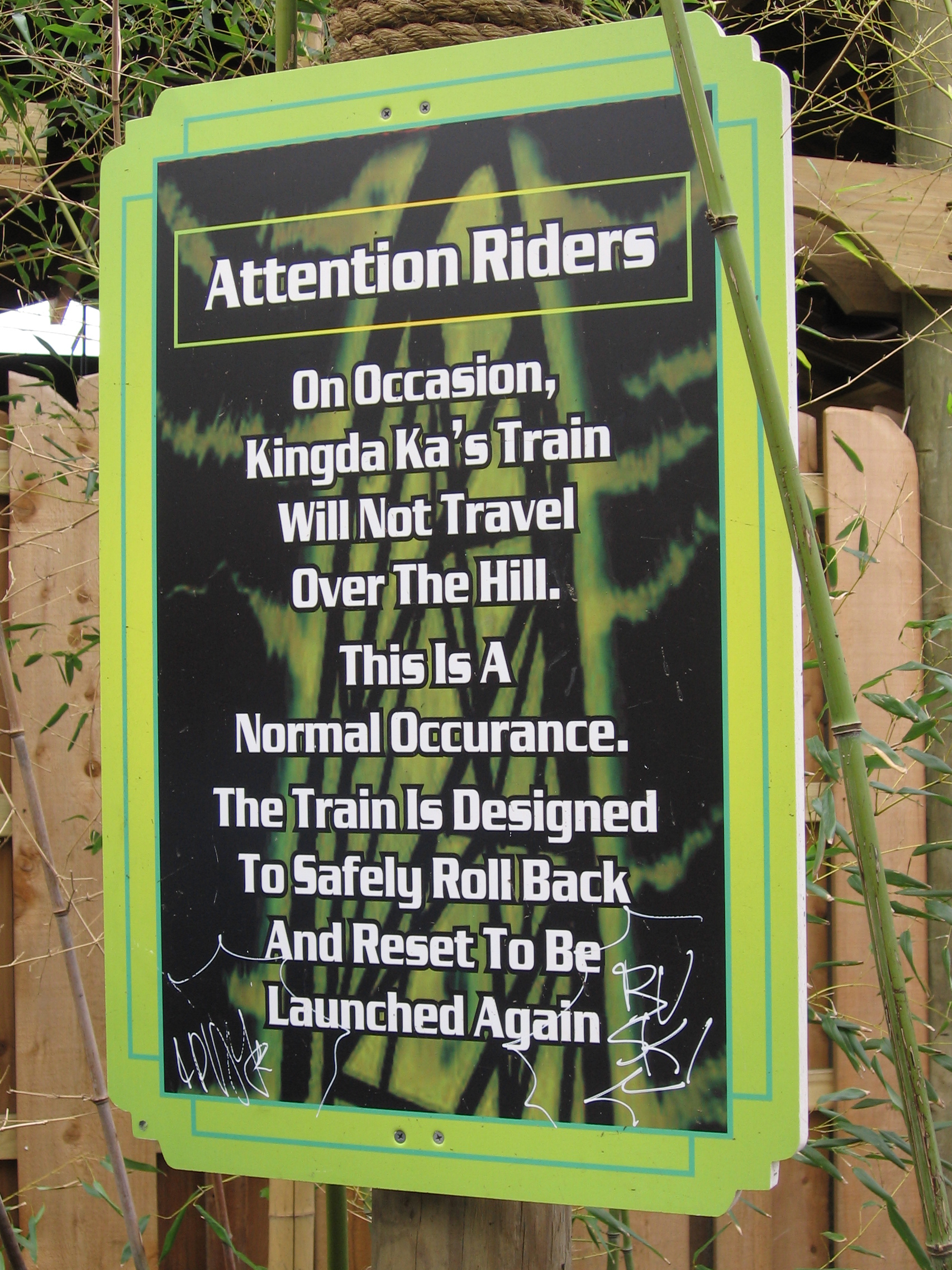
Warnschild an der Kingda Ka vor eventuellem Rollback, Aufschrift etwa:
Für den Fall, dass der Zug nicht über den Turm fährt. Das ist ein üblicher Vorfall. Die Bahn ist so konstruiert, dass sie ohne Gefahr zurückrollen und erneut abgeschossen werden kann.

Accelerator Coaster haben eine einheitliche Funktionsweise der hydraulischen Abschussvorrichtung, sind aber in der Größe, Geschwindigkeit und Streckenlayout skalierbar. Anlagen dieser Bauart bestehen in der Regel aus einer langen, geraden Beschleunigungsstrecke, optional einem Top-Hat-Turmelement oder mehreren Streckenelementen und schließlich Magnetbremsen, die den Zug sanft und berührungslos auf Stationsgeschwindigkeit abbremsen. Die Technologie wurde von Intamin-Ingenieuren als Alternative zu elektromagnetischen Abschusssystemen wie dem Linear Induction Motor (LIM) und Linear Synchronous Motor (LSM) entwickelt, die auf früher gestarteten Achterbahnen wie Flight of Fear oder The Joker’s Jinx zu finden sind. Im Gegensatz zu den früheren linearen Induktionsmotoren weist das Startsystem des Accelerator Coaster eine konstante Beschleunigung auf und kann höhere Geschwindigkeiten erreichen.
Accelerator Coaster haben eine gute Bilanz in Bezug auf Sicherheit und sind relativ energieeffizient, insbesondere im Vergleich zu älteren Technologien wie dem klassischen Kettenlift, der bei vielen Achterbahnen zu finden ist. Formula Rossa, die schnellste Achterbahn der Welt, und Kingda Ka, die höchste Achterbahn der Welt, gehören zu den bekanntesten Installationen weltweit.

## Funktionsweise

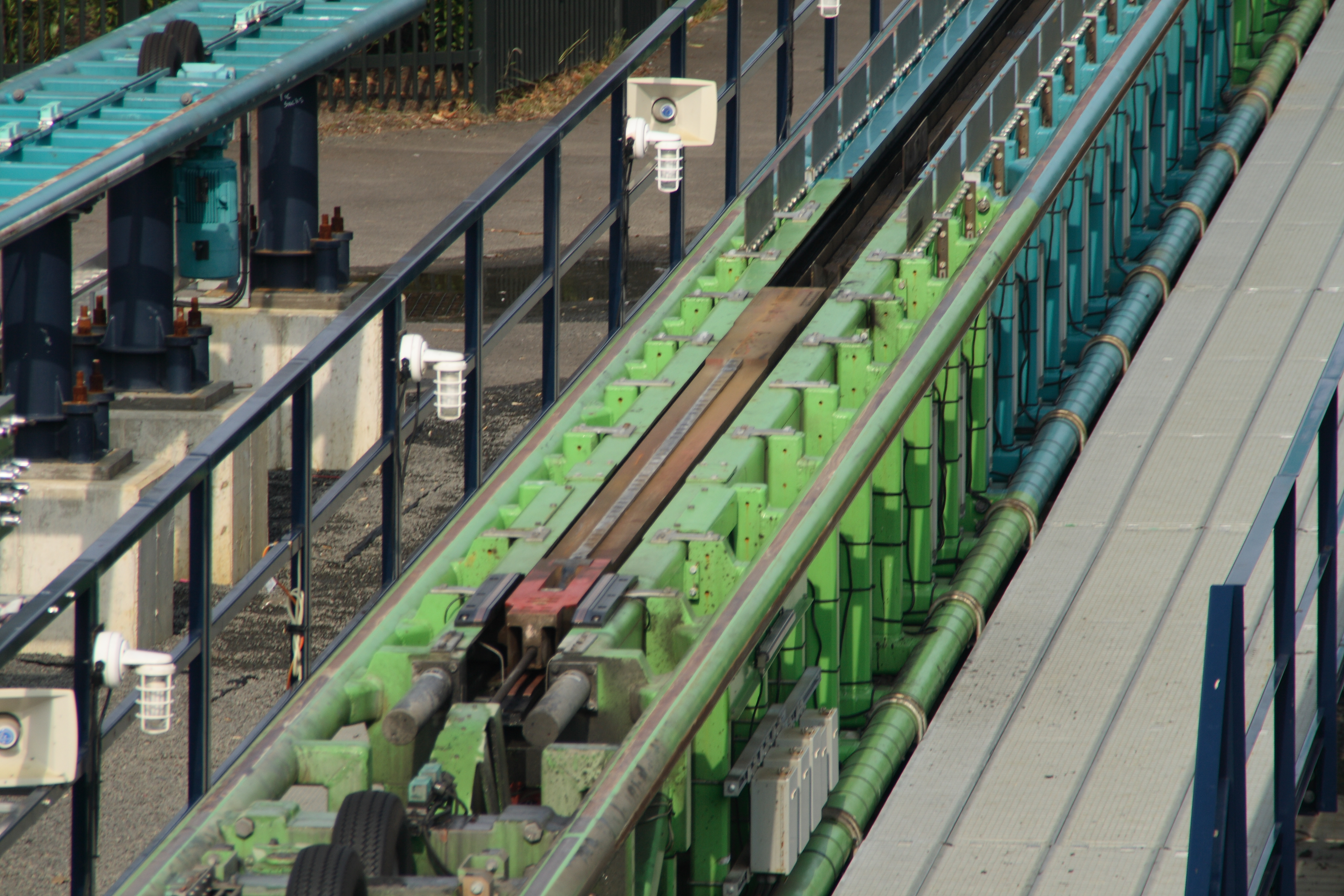
Fangwagen der Kingda Ka

Die Energiequelle der Achterbahn sind mehrere Hydraulikpumpen mit einer Leistung von jeweils 500 PS (370 kW). Diese Pumpen drücken Hydraulikflüssigkeit aus einem drucklosen Vorratstank in mehrere hydraulische Akkumulatoren. Diese Akkumulatoren sind durch einen beweglichen Kolben in zwei Kammern unterteilt, von denen eine Seite mit Hydraulikflüssigkeit und die andere mit Stickstoffdruckgas gefüllt ist. Der Stickstoff wird in großen Druckbehältern direkt unter dem eigentlichen Akkumulator vorgehalten und dient auch zur Grundbeaufschlagung des Speichers mit ca. 250 bar. Wenn die Hydraulikflüssigkeit die Akkumulatoren füllt, drückt sie auf die Kolben und komprimiert den Stickstoff auf ca. 300 bar. Es dauert ungefähr 45 Sekunden, um die Akkumulatoren auf Arbeitsdruck zu setzen, wenn alle Pumpen in Betrieb sind. Der vor jedem Start eingespeicherte Druck wird beim Abschuss, der normalerweise zwischen 2 und 4 Sekunden dauert, abgebaut. Der Grunddruck sorgt für eine anhaltend kräftige Beschleunigung bis zum Ende des Arbeitsweges.
Das Herzstück der Startanlage ist eine große Seilwinde, von der die Startseile aufgewickelt werden. Diese Winde wird von mehreren, kreisförmig angeordneten Hydraulikmotoren angetrieben, deren Ritzel auf ein mit der Windentrommel verbundenes Stirnrad wirken. Die beiden Startseile sind an ihren Enden an der Winde befestigt und verlaufen in zwei Führungen an der Oberseite des Schienengerüstes entlang der Beschleunigungsstrecke. Die Seile sind an den Seiten des Fangwagens befestigt, der in einer Führung zwischen den Rundschienen läuft. Seine Oberseite ist in etwa mit der Schienenoberkante der Laufschienen der Züge bündig. Ein drittes, einzelnes Rückholseil ist am Heck des Fangwagens befestigt, läuft um eine federbelastete Umlenkscheibe am hinteren Ende der Beschleunigungsstrecke und führt unter der Strecke zum Antriebsmodul zurück, wo es so in die gegenüberliegende Seite der Windentrommel eingeschert ist, dass es beim Aufspulen der Startseile abgerollt wird.
Die Betriebsräume mit den Pumpen, den Druckspeichern und der Winde sind ein Stück hinter dem Ende der Beschleunigungsstrecke angeordnet.
Der Zug verbindet sich mit dem Fangwagen mit einem massiven Metallmitnehmer, der als Launch Dog bezeichnet ist und vom Mittelwagen abgesenkt wird. Diese Klinke ist normalerweise eingefahren und wird von einem Permanentmagneten in seiner eingefahrenen Stellung gehalten, der an der Einkuppelstelle am Anfang der Beschleunigungsstrecke durch Anlegen einer Spannung über einen dort befindlichen elektrischen Kontakt temporär entmagnetisiert wird. Die Klinke fällt hinten schräg nach unten, ähnlich dem Chain Dog, den ein Achterbahnzug mit Kettenlift verwendet, um sich mit der Hubkette zu verbinden.
Sobald Zug und Fangwagen in Position sind und alles bereit ist, drückt der Operator den Start-Knopf und die Startsequenz beginnt:
1. Der Launch Dog wird abgesenkt
2. Die Reifenförderer, die den Zug über die Einkuppelstelle geschoben haben, senken sich nach unten ab. Da das Startgleis mit einer leichten Steigung vom Start weg verläuft, rollt der Zug ein paar Zentimeter zurück, bis er durch den in die Nut des Fangwagens eingreifenden Launch Dog gestoppt wird
3. Die Anti-Rückroll-Magnetbremsschwerter auf der Beschleunigungsstrecke werden pneumatisch eingefahren
4. Ungefähr fünf Sekunden später öffnen sich die Startventile im Hydraulikraum. Der komprimierte Stickstoff in den Akkumulatoren drückt die Hydraulikflüssigkeit in die Ölmotoren, die die Winde antreiben. Während die Winde die Startseile einwickelt, wird das Aufrollkabel von der Winde abgewickelt. Nachdem der Zug die elektrischen Kontakte im Startbereich verlassen hat, wird sein Launch Dog nur noch durch die Kraft des beschleunigenden Fangwagens niedergehalten.
5. Jedes Bremsschwert der Beschleunigungsstrecke fährt per Federdruck sofort in die Bremsposition hoch, nachdem der Zug einen Näherungsschalter überfahren hat
6. Wenn der Zug seine volle Geschwindigkeit erreicht und der gesamte Druck in den Druckspeichern abgebaut ist, erreicht der noch mit dem Zug verbundene Fangwagen seine Abbremszone. Er verwendet das gleiche Bremsprinzip wie der Zug, ist jedoch viel leichter und bremst daher sehr schnell. Wenn der Fangwagen zu verlangsamen beginnt, fährt der nun nicht mehr belastete Launch Dog des Zuges ein – die Nut, in die er einrastet, ist so gestaltet, dass er beim Überholen des Fangwagens in seine Position zurückgedrückt und durch den Magneten an Ort und Stelle gehalten wird.
7. Sobald der Fangwagen angehalten hat, wird das Startsystem zurückgesetzt – die Winde kehrt die Richtung um, zieht den Wagen mit dem Rückholseil zum Startbereich zurück und die Pumpen beginnen mit dem Aufladen der Akkus. Dies dauert normalerweise etwa 45 Sekunden, danach kann der nächste Zug gestartet werden

Falls der Zug bei Anlagen mit Top-Hat-Element zurückrollt, wird er lange vor Beginn des Startgleises fast zum Stillstand gebracht (Magnetbremsen können einen Zug nicht vollständig stoppen, da ihre Bremskraft proportional zur Geschwindigkeit des Zuges ist). Unabhängig von der Position des Fangwagens, wenn der Zug ihn rückwärts passiert, gibt es keine Beeinträchtigung, da der Launch Dog des Zuges zu dem Zeitpunkt eingefahren ist. Nachdem der Zug fast zum Stillstand gekommen ist, werden die Bremsschwerter auf und ab bewegt, um die Geschwindigkeit des Zuges zu kontrollieren, bis er sich wieder in der Startposition befindet. Bei den größeren Achterbahnen kann dieser Start-Reset-Vorgang mehr als eine Minute dauern, da der Zug sehr langsam bewegt werden muss. Sobald der Zug wieder in Startposition ist, kann er wieder abgeschossen oder zum Bahnhof zurückgebracht werden.
Die grundlegende Startsequenz wird oft von verschiedenen Themenelementen begleitet. Am gebräuchlichsten sind „Startampeln“, die von gelb nach grün wechseln, wobei das grüne Licht aufgeht, sobald der Zug zu beschleunigen beginnt.
Die Anzahl der Pumpen, Akkumulatoren und Hydraulikmotoren variiert mit der Geschwindigkeit, die der Coaster erreichen soll. Kanonen bzw. Matugani (der langsamste Accelerator Coaster der Reihe) hat eine Konstruktionsgeschwindigkeit von 75 km/h, eine Pumpe, einen Akkumulator und acht Hydraulikmotoren. Kingda Ka (die zweitschnellste und höchste Achterbahn der Welt) hat eine Konstruktionsgeschwindigkeit von 206 km/h, sieben Pumpen, vier Akkumulatoren und 32 Hydraulikmotoren. Dieses Gesamtsystem wäre in der Lage, eine Leistung von bis zu 20.800 PS (15,5 MW) für die Dauer der Beschleunigung freizusetzen, obwohl ein typischer Start einen Leistungsbedarf von weniger als 10.000 PS (7.500 kW) hat.
Der Fangwagen wird durch Wirbelstrombremsen gestoppt, die mit denen identisch sind, die zum Anhalten des Zuges verwendet werden. Um dem Wagen Raum zum Abbremsen zu geben, können nur etwa drei Viertel der Länge der Startwagenstrecke tatsächlich zum Beschleunigen des Zuges genutzt werden; ein Fangwagen auf einem 100 km/h Accelerator Coaster braucht etwa 20 m zum Anhalten, auf schnelleren Achterbahnen wie Kingda Ka noch mehr.

### Vorteile
Ein Vorteil dieses Startsystems im Vergleich zu anderen ist der geringe Stromverbrauch. Die Hydraulikpumpen laufen konstant und verbrauchen  weniger Strom als die meisten Kettenantriebsmotoren. Das hydraulische Startsystem eines Accelerator Coasters sorgt auch für eine konstante Beschleunigung.

## Rückhaltesystem

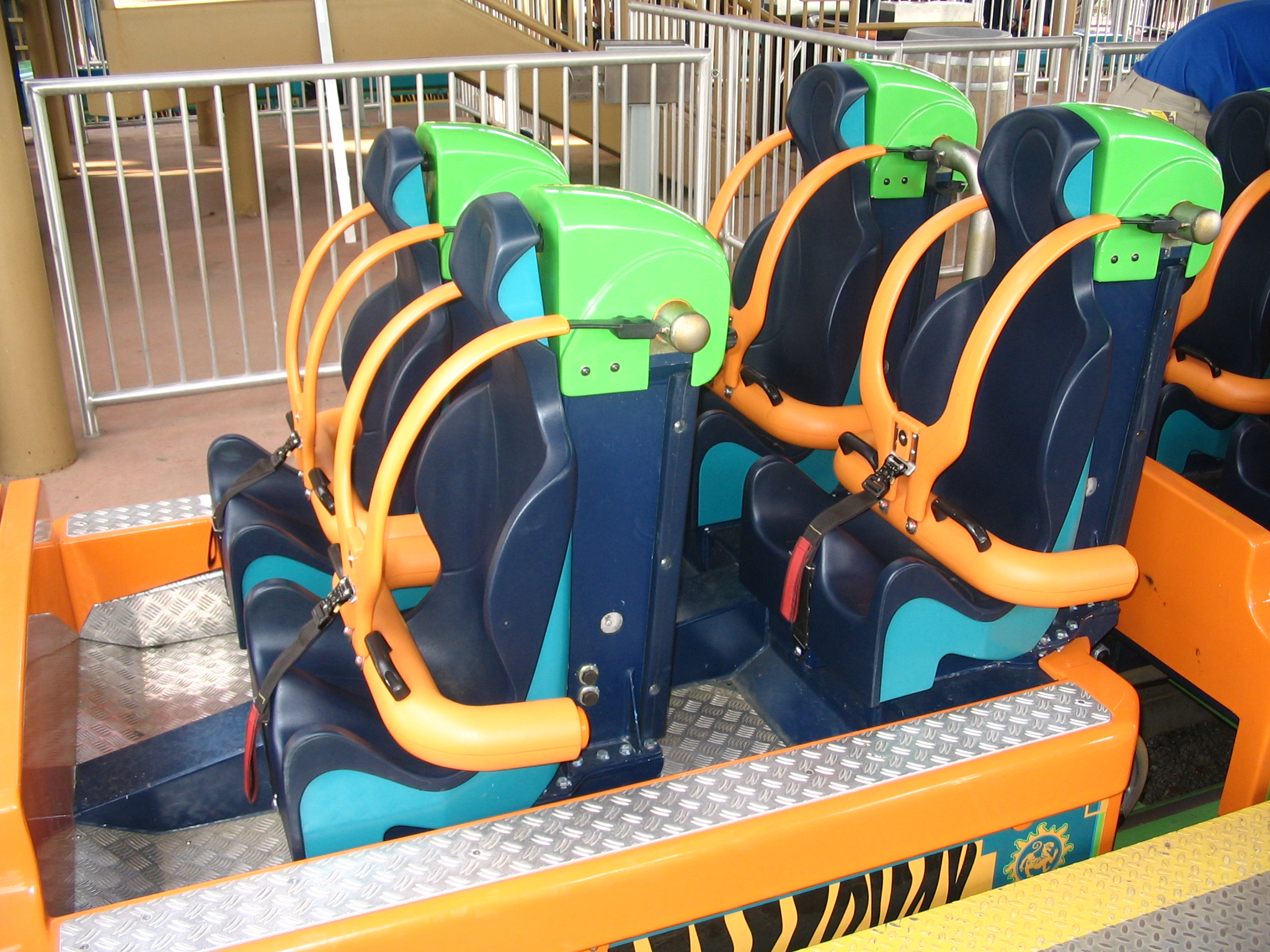
Schulterbügel der Kingda Ka, bei anderen Accelerator Coastern ähnlich

Die meisten Accelerator Coaster verwenden Rückhaltesysteme, die aus einer U-förmigen Schoßstange bestehen, die einrastet. Der Beckenbügel wird zusätzlich durch Sicherheitsgurte gesichert, die zwischen den Beinen der Fahrer verlaufen. Darüber hinaus verfügt das Rückhaltesystem über einen Over-the-Shoulder-Rückhaltegurt (OTSR), der auf Komfort und schnelle Passagierwechsel ausgelegt ist. Nur drei Accelerator Coaster haben eine Lapbar-Rückhaltevorrichtung ohne Schulterbügel – Xcelerator, Top Thrill Dragster und Formula Rossa.
Ein weiteres Merkmal ist das Verriegelungssystem, das zwei redundante Hydraulikzylinder verwendet, anstatt auf das ältere Ratschendesign zu setzen. Während ein Rückhaltesystem auf Ratschenbasis in einer von mehreren Positionen einrastet, die zu locker oder unangenehm fest sitzen können, ermöglicht das Hydrauliksystem, dass die Rückhaltesysteme nach unten gezogen und in jeder Position arretiert werden können, um den Körpermaßen des Fahrers besser angepasst zu werden. Im äußerst unwahrscheinlichen Fall, dass beide Schließzylinder ausfallen, werden die Rückhaltesysteme weiterhin von einem Sicherheitsgurt gehalten.
Das neuere Over-the-Shoulder-Design ermöglicht schnellere Passagierwechsel im Vergleich zu Schoßstangen. Bei Lap-Bar-Designs müssen sich die Fahrer auf einen Sicherheitsgurt um die Hüfte als Rückhaltesystem verlassen. Es muss von den Fahrbegleitern überprüft werden, bevor die Schoßstange abgesenkt werden kann, was die Passagierwechselzeiten erheblich verlängert. Im Gegensatz dazu werden die Schulter-Rückhaltesysteme einfach mit einem Sicherheitsgurt niedergehalten. Das bedeutet, dass Gäste ihre eigenen Rückhaltesysteme herunterziehen und ihre eigenen Gurte anschnallen können, was dem Abfertigungspersonal Zeit spart.

## Variationen
Die meisten Accelerator Coaster werden von der Station aus gestartet, aber einige bringen den Zug zu einem separaten Startbereich, entweder aus thematischen Gründen (z. B. Superman Escape) oder um das gleichzeitige Beladen mehrerer Züge (wie bei Top Thrill Dragster und Kingda Ka) zu ermöglichen. Für Anlagen mit dem Top-Hat-Element ist ein Mechanismus vorhanden, um das gelegentliche Auftreten von Rollbacks zu bewältigen, bei denen ein Zug die Spitzenhöhe des Elements nicht passiert und rückwärts zum Startpunkt zurückrollt. Ein weiterer Satz Wirbelstrombremsen, der bei der Bremsstrecke am Ende eingebaut ist, existiert auch auf der Startstrecke, um den Zug während eines Rollbacks zu stoppen.

## Liste von Accelerator Coastern
| Achterbahn             | Betreiber                       | Land                         | Eröffnungsjahr | Schließungsjahr |
| ---------------------- | ------------------------------- | ---------------------------- | -------------- | --------------- |
| Desert Race            | Heide Park Resort               | Deutschland                  | 2007           |                 |
| Formula Rossa          | Ferrari World Abu Dhabi         | Vereinigte Arabische Emirate | 2010           |                 |
| Kingda Ka              | Six Flags Great Adventure       | Vereinigte Staaten           | 2005           | 2024            |
| Matugani Kanonen       | Lost Island Theme Park Liseberg | Vereinigte Staaten Schweden  | 2023 2005      | 2016            |
| Rita                   | Alton Towers                    | Vereinigtes Königreich       | 2005           |                 |
| Skycar                 | Mysterious Island               | Volksrepublik China          | 2005           |                 |
| Speed Monster          | TusenFryd                       | Norwegen                     | 2006           |                 |
| Stealth                | Thorpe Park                     | Vereinigtes Königreich       | 2006           |                 |
| Storm Runner           | Hersheypark                     | Vereinigte Staaten           | 2004           |                 |
| Superman Escape        | Warner Bros. Movie World        | Australien                   | 2005           |                 |
| ThunderVolt Senzafiato | Playland Miragica               | Kanada Italien               | 2024 2009      | 2018            |
| Top Thrill 2           | Cedar Point                     | Vereinigte Staaten           | 2003           |                 |
| Xcelerator             | Knott’s Berry Farm              | Vereinigte Staaten           | 2002           |                 |
| Zaturn                 | Space World                     | Japan                        | 2006           | 2017            |